# Martí Llauradó i Mariscot

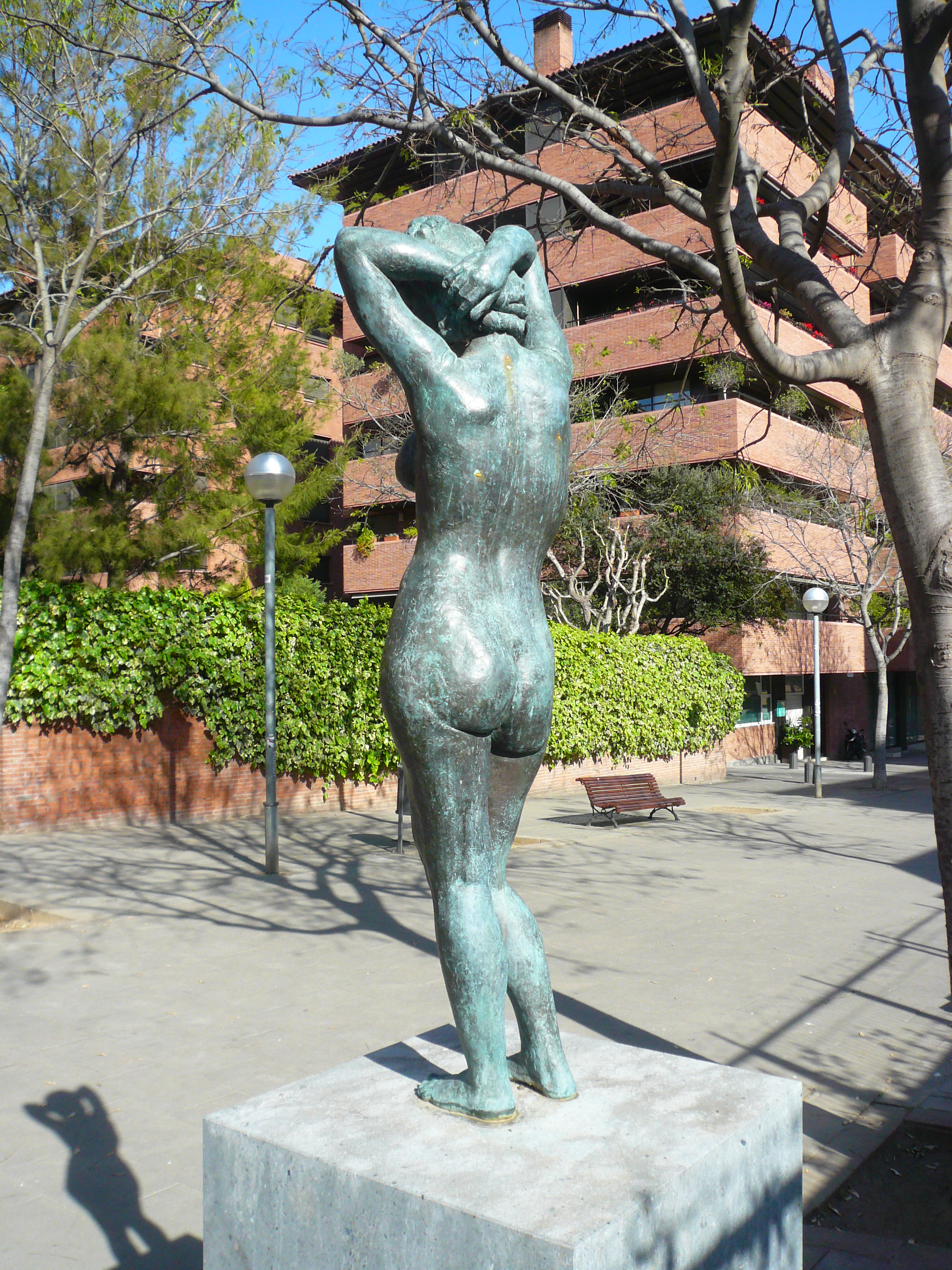
Alba, escultura en la plaça Martí Llauradó (Barcelona)

Martí Llauradó i Mariscot (Barcelona, 1903 - Barcelona, 1957) fou un escultor noucentista català.
Es va formar als tallers dels escultors Enric Bassas, Joan Borrell i Nicolau, i Joan Rebull. Va formar part del Grup d'Artistes Independents, amb artistes com Josep Granyer. És una figura destacada de la generació de joves escultors postnoucentistes. Feu la primera exposició individual l'any 1929, a la Sala Badrinas de Barcelona, on tornaria a exposar els dos anys següents. El 1935 va presentar la seva obra a la Sala Parés. Va exercir de professor a l'Institut-Escola de la Generalitat de Catalunya.
Molt influït pel seu mestre, Joan Rebull, les seves obres són dins d'un plànol de mediterraneisme, cap a una escultura expressionista.
El 1933 va ser premiat a l'Exposició del Nu del Cercle Artístic de Barcelona, i el 1934 se li va concedir la primera medalla a l'Exposició Nacional de Belles Arts de Madrid. En la postguerra rebé premis a Barcelona, Sevilla i Madrid. Participà en dues Biennale de Venècia i té obra al Museu Nacional d'Art de Catalunya, denominat a l'època com a Museu d'Art Modern de Barcelona.

## Obres
- Nena amb trenes
- Nu femení (1933)
- Retrat del pintor F. Camps Ribera
- L'Adolescent. Al cant popular (1960). Col·locada a la Rambla del Poblenou de Barcelona el 1999
- La Pietat (1954-56), de la Confraria Sant Bernat Calvó de Reus